# 下大増新田
下大増新田（しもおおまししんでん）は、埼玉県春日部市の町丁。現行行政地名は下大増新田のみ。丁番の設定のない単独町名である。住居表示未実施地区。郵便番号は344-0036。

## 地理
埼玉県の東部地域で春日部市西部の沖積平野に位置する。地区はほぼ全域が広大な氾濫平野上にあり、春日部高等技術専門校付近や地区外の西側には後背湿地が見られる。東側の境を中之堀川が南北に流れる。東側で谷原新田、南側でさいたま市岩槻区大字大口、同区大字大戸、同区大字増長、同区大字大谷、西側で同区大字大野島、同区大字長宮、北側で上大増新田と隣接する。西側のさいたま市との境界線は同市の大字の飛地（大谷、大野島、大口、増長、長宮）とも絡みやや錯綜している。
全域が市街化調整区域に指定されている。
地内は水田などの農地が多い農業地域で、中央部を南北に江戸期以来からある集落が見られる。また病院や公共施設の立地も見られる。西部には広大な水田地帯があったが、そこに春日部夢の森公園が整備された。

## 歴史
もとは江戸期より存在した武蔵国埼玉郡岩槻領に属する新田村名の下大増新田であった。1670年（寛文10年）に岩槻藩により開発された。村高は『元禄郷帳』、および『天保郷帳』によると無高、『旧高旧領取調帳』では43町4畝歩で石高なしであった。助郷は日光街道粕壁宿に出役していた。戸数は上大増新田と合わせて44軒余で、村の規模は東西8町余、南北6町余であった。
- はじめ岩槻藩領、以降変遷なし[5]。
- 幕末の時点では埼玉郡に属し、明治初年の『旧高旧領取調帳』の記載によると、岩槻藩領であった[9]。
- 1871年（明治4年）
  - 7月14日 - 廃藩置県により岩槻県に属す。
  - 11月13日 - 第1次府県統合により埼玉県の管轄となる。
- 1879年（明治12年）3月17日 - 郡区町村編制法により成立した南埼玉郡に属す。郡役所は岩槻町に設置。
- 1889年（明治22年）4月1日 - 町村制施行により、下大増新田は道順川戸村、上蛭田村、下蛭田村、花積村、道口蛭田村、増富村、南中曽根村、増戸村、新方袋村、上大増新田、谷原新田と合併し南埼玉郡豊春村が成立、下大増新田は豊春村の大字下大増新田となる。
- 1947年（昭和22年）9月 - カスリーン台風の襲来により大きな被害を受ける[5]。
- 1983年（昭和58年）4月1日 - 地内に埼玉県立春日部専修職業訓練校（1946年春日部洋・和裁補導所として創立）が粕壁より移転、埼玉県立春日部高等技術専門校に改称する[10]。
- 1988年（昭和63）年12月 - 地内の水田地帯に温泉を掘削する[11][12]。
- 1996年（平成8年）5月 - 地内にかすかべ湯元温泉がオープンする[11]。
- 2002年（平成14年）1月 - 地内に武里病院が開院する。
- 2005年（平成17年）10月1日 - 春日部市が北葛飾郡庄和町と合併し、新たな春日部市が発足、同時に住所標記の簡略化のため市内の大字が廃止され[13]、大字下大増新田は丁番の設定のない下大増新田となる[14]。
- 2011年（平成23年）12月5日 - 地内に軽自動車検査協会春日部支所が設置され、業務開始[15]。
- 2016年（平成28年）5月1日 - 地内に特別養護老人ホームおおましが開設される。
- 2021年（令和3年）10月1日 - 地内に春日部夢の森公園の南側公園が開園する。
- 2023年（令和5年）3月31日 - 地内に春日部夢の森公園の北側公園が拡張開園、全面開園する。
- 2025年（令和7年）5月31日 - 地内のハローワーク春日部がこの日を以って閉庁、粕壁東に移転する[16]。

### 存在していた小字
- 東耕地・西耕地[17]

## 世帯数と人口
2024年（令和6年）1月1日現在の世帯数と人口は以下の通りである。
| 丁目       | 世帯数 | 人口  |
| ---------- | ------ | ----- |
| 下大増新田 | 86世帯 | 211人 |

## 小・中学校の学区
市立小・中学校に通う場合、学区は以下の通りとなる。
| 番地 | 小学校               | 中学校               |
| ---- | -------------------- | -------------------- |
| 全域 | 春日部市立立野小学校 | 春日部市立大増中学校 |

## 交通
地内に鉄道は敷設されていない。最寄り駅は地内の春日部高等技術専門校によると東武鉄道野田線（東武アーバンパークライン）豊春駅であるが、徒歩約40分ほどかかり徒歩圏ではない。

### 道路
地内に国道および主要地方道・一般県道は通っていない。

### バス
朝日自動車杉戸営業所
地内に「かすかべ温泉」停留所（系統番号：KB21-KB24）が設置されている。
春日部市コミュニティバス「春バス」
地区内を縦貫・巡回する路線は設定されていない。

## 施設
- 埼玉県立春日部高等技術専門校
- 軽自動車検査協会埼玉事務所春日部支所
  - 軽ナンバーセンター春日部
- 武里病院
- 特別養護老人ホームおおまし - 医療法人社団春明会関連施設
- 介護老人保健施設ちとせ - 医療法人社団春明会関連施設
- みくに病院 - 医療法人社団春明会関連施設
- かすかべ湯元温泉
- 春日部夢の森公園
- 香取神社

過去の施設
- ハローワーク春日部 - 粕壁東1丁目のコープかすかべテラス内（春日部市商工会館跡地）へ移転した。